# Melcior Millà i Castellnou
Melcior Millà i Castellnou   (Barcelona, 1830 - Barcelona, 1906) fou un prestidigitador i llibreter barceloní, pare de Lluís Millà i Gàcio i de Francesc Millà i Gàcio.

## Biografia
Va fer la primera representació a Saragossa el 1856. El 1857 es va presentar al teatre de Vilafranca del Penedès i el 1859 a Badalona i a Vilanova i la Geltrú. Va compartir escenari amb grans prestidigitadors de l'època, com Fructuós Canonge i Francesch. El 1861 va actuar amb èxit a l'Eliseo Madrileño i el 1863 a les Vetllades Fantàstiques de Màgia Natural.
Sembla que cap el 1880 va deixar els escenaris i va reprendre la tasca de llibreter, que sembla que exercia quan no tenia feina venent llibres de segona mà i jocs de mans als encants de la plaça de Sant Sebastià i a la Llotja. El 1901 va fundar la Llibreria Editorial Millà juntament amb el seu fill Lluís Millà i Gàcio, i es va dedicar a la tasca de posar-la en marxa fins que es va morir el 1906.